# Münchner Chorbuben
Die Münchner Chorbuben sind ein Knabenchor in der bayerischen Landeshauptstadt München, der über die Grenzen Deutschlands hinaus bekannt ist. Er tritt auch gemeinsam mit den Münchner Chormädchen auf. Zum 1. Januar 2011 haben sich die beiden Chöre unter dem Dach Junge Chöre München zusammengefunden.

## Werdegang
Die Münchner Chorbuben, 1952 von Fritz Rothschuh gegründet, zogen bald nach ihren ersten Auftritten in der bayerischen Landeshauptstadt überregionale Aufmerksamkeit auf sich. Im ersten Jahrzehnt ihres Bestehens wirkten sie unter anderem in Uraufführungen von Werken Heinrich Sutermeisters (1955) und Carl Orffs (1956) mit und traten auch in Musikfilmen der fünfziger und sechziger Jahre auf – darunter Das Haus in Montevideo von 1963 mit Heinz Rühmann und Ruth Leuwerik. Neben einer kontinuierlichen Konzerttätigkeit in München führten erste Tourneen die Chorbuben bereits 1953 nach Italien, 1954 in die Schweiz. Nur wenige Jahre nach ihrer Gründung waren sie in nahezu allen Ländern Europas aufgetreten.
Nach dem plötzlichen Tod von Rothschuh (1921–1978), der zahlreiche Stücke für die Münchner Chorbuben komponiert hat, leitete seine Frau und Mitarbeiterin Marie-Luise Rothschuh die Chorbuben für einige Jahre, bis 1983 die Direktion des Chores von Bernhard Reimann übernommen wurde. Reimann hatte seine musikalische Laufbahn einst selbst bei den Münchner Chorbuben begonnen.
1996 gründete Bernhard Reimann die Münchner Chormädchen. Die Chormädchen konnten ihre ersten Konzerterfahrungen noch im gleichen Jahr beim Herbstkonzert der Münchner Chorbuben in München machen. Die Münchner Chorbuben und die Münchner Chormädchen treten oft auch gemeinsam auf.
International bekannt geworden sind die Münchner Chorbuben durch zahlreiche Konzerte, die sie im In- und Ausland gegeben haben. Ihre inzwischen mehr als 150 Konzertreisen führten sie bereits in nahezu alle europäischen Länder, außerdem in die Türkei, die Vereinigten Staaten, nach Kanada und Japan. Ihre bislang weiteste Tournee führte die Chorbuben 1994 nach Australien, wo sie als erster deutscher Knabenchor unter anderem in den Metropolen Sydney, Melbourne und Adelaide mit großem Erfolg auftraten. Sie waren bei mehreren deutschen Bundespräsidenten zu Gast und haben in Rom vor fünf Päpsten gesungen.
Der Chor pflegt freundschaftliche Verbindungen mit anderen Jugendchören im In- und Ausland.
Die Zusammenarbeit mit bedeutenden Dirigenten, die Mitwirkung bei Uraufführungen von Musikwerken zeitgenössischer Komponisten sowie Auftritte in Rundfunk, Film und Fernsehen gehören dazu.

## Ausbildung
Der Stamm- oder Konzertchor besteht aus etwa 40 Jungen und Mädchen, die in mehreren Ausbildungskursen an die Chorarbeit herangeführt werden. Als gemeinnützige GmbH wird auch Musikalische Früherziehung für Kinder ab vier Jahren an, Nachmittags- und Hausaufgabenbetreuung, individuellen Instrumentalunterricht sowie gemeinsame Freizeitgestaltung. In Zusammenarbeit mit dem bayerischen Kultusministerium und dem Luitpold-Gymnasium in München-Lehel wurde im September 2006 am Luitpold-Gymnasium eine Chorklasse gebildet. Diese Kooperation wird bis heute weitergeführt. Dem Chor ist kein Internatsbetrieb angeschlossen. Die Kinder werden in Chor- und Solostunden von mehreren Chorleitern, Gesangs- und Instrumentalpädagogen individuell gefördert, um ihre Begeisterung und Leidenschaft für die Musik zu wecken.
Der Chor, der gewöhnlich in einer vierstimmig-gemischten Besetzung auftreten, versteht sich als Ensemble, das die Kinder und Jugendlichen in der Gemeinschaft fördert.  Einzelne mit besonderer Begabung können auch zusätzlich eine solistische Ausbildung erhalten.

## Repertoire
Die Münchner Chorbuben und die Münchner Chormädchen treten neben ihren Tourneen in alle Welt jährlich mehrmals in München und Umgebung auf. Fixpunkte im Konzertjahr sind die Frühjahrs- und Herbstkonzerte, die an wechselnden Veranstaltungsorten – zumeist in Kirchen (oft St. Bonifaz) im Münchner Innenstadtgebiet – aufgeführt werden. Das Weihnachtskonzert ist das große Schlussevent des Chores, das seit einigen Jahren immer am 3. oder 4. Adventssonntag in St. Joseph stattfindet. 
Das Repertoire umfasst weltliche Vokalmusik vom Mittelalter bis in die Moderne, Volkslieder, Madrigale und Motetten, Kirchenmusik vom Gregorianischen Choral über die Klassik bis zur Moderne, Spirituals, Musical und auch populäre Musik. So wirkten die Chorbuben beispielsweise bei der Weltpremiere der Dangerous World Tour von Michael Jackson (am 27. Juni 1992 vor 72.000 Zuschauern im Münchner Olympiastadion) ebenso mit, wie bei der deutschen Erstaufführung des Liverpool Oratorio von Paul McCartney.
Die Münchner Chorbuben und -mädchen waren auch zu den offiziellen Feierlichkeiten zum 850sten Geburtstag der Landeshauptstadt München im Sommer 2008 eingeladen worden, an der Uraufführung der Chorsymphonie Valentin 1945–Liebeserklärung an München von Helga Pogatschar mitzuwirken, die zum Stadtjubiläum in Auftrag gegeben worden war. Die Uraufführung fand am 13. Juli 2008 in der Philharmonie am Gasteig statt und erzielte bei Publikum und Presse eine starke, teils auch widersprüchliche Resonanz.

## Auftritte
Die Münchner Chorbuben wirkten in zahlreichen Aufführungen – auch Ur- und Erstaufführungen – von Opern, Operetten und Oratorien mit, darunter die Matthäus-Passion (beispielsweise unter Leitung des Dirigenten Karl Richter sowie bei einer Verfilmung) und das Weihnachtsoratorium von Johann Sebastian Bach (zum Beispiel unter Leitung von Eugen Jochum), Im weißen Rößl von Ralph Benatzky (zusammen mit Erika Köth, Ingeborg Hallstein, Rudolf Schock, Peter Alexander und Uschi Glas), Wozzeck von Alban Berg, Carmen von Georges Bizet (erstmals 1954 mit Rudolf Schock als Don José), Johanna auf dem Scheiterhaufen von Arthur Honegger, Hänsel und Gretel und Königskinder von Engelbert Humperdinck, Der Evangelimann von Wilhelm Kienzl, die Marienvesper 1610 von Claudio Monteverdi, Die Zauberflöte von Wolfgang Amadeus Mozart, Boris Godunow von Modest Mussorgski, Suor Angelica und Turandot von Giacomo Puccini, Seraphine oder Die stumme Apothekerin und den Kinderkreuzzug von Heinrich Sutermeister (letzterer aufgeführt unter Leitung des Komponisten). Sie wirkten in der Uraufführung von Carl Orffs Osterspiel Comoedia de Christi Resurrectione (1956) mit und interpretierten das Schulwerk des Münchner Komponisten.
Auch im Film, Fernsehen, Rundfunk und in Theaterproduktionen wirkten die Chorbuben mit, darunter in Produktionen von Leben des Galilei von Bertolt Brecht mit der Musik von Hanns Eisler, in Peterchens Mondfahrt von Gerdt von Bassewitz und dem Edelweißkönig von Ludwig Ganghofer (mit Attila Hörbiger). In Fernsehshows wie der Michael Schanze-Show Hätten Sie heut Zeit für mich?, der Sternstunden-Gala des Bayerischen Fernsehens, Drehscheibe, Länderjournal und ZDF-Wintergarten im ZDF, 1000 Stimmen Festival der Chöre, Wunschbox und Kein schöner Land in der ARD und vielen anderen.

## Diskografie
Die Münchner Chorbuben nahmen Werke aus Barock und Klassik auf, darunter:
- Suor Angelica von Giacomo Puccini. Gesamtaufnahme (Dirigent: Giuseppe Patané), 1987.

Die eigenen Alben dokumentieren das breitgefächerte Repertoire des Chores, unter anderem:
- Halleluja. Geistliche Chormusik durch die Jahrhunderte und von anderen Kontinenten
- Laudate Dominum. Geistliche Chormusik durch die Jahrhunderte – vom Gregorianischen Choral bis zum Spiritual
- Weihnachten mit den Münchner Chorbuben. Bekannte Advents- und Weihnachtslieder, alpenländische Weisen und Weihnachtslieder aus anderen Ländern
- Die schönsten Lieder und Volksweisheiten aus der ganzen Welt. Bekannte Volkslieder, Weisen aus anderen Ländern, Abend- und Abschiedslieder
- Weihnachten mit den Jungen Chören München. Traditionelle und neue Weihnachtslieder, alpenländische Weisen und Weihnachtslieder aus anderen Ländern

## Auszeichnungen
- 1983: 2. Platz beim ersten Kinderchorwettbewerb des ZDF